# Quan hệ Indonesia – Việt Nam
Quan hệ Indonesia và Việt Nam đề cập về quan hệ ngoại giao giữa Cộng hòa xã hội chủ nghĩa Việt Nam với Cộng hòa Indonesia. Hai nước có nhiều điểm tương đồng là có đường biên giới Biển Đông và cùng là thành viên của Khu vực ASEAN và diễn đàn APEC. Indonesia là đối tác quan trọng, giàu tiềm năng đối với Việt Nam. Ngược lại, Việt Nam cũng là nước được Indonesia đánh giá cao với vị thế là một trong những nước có ảnh hưởng lớn trong nội khối ASEAN

## Lịch sử
Từ thời kỳ phong kiến, các nhà nước ở Việt Nam đã có quan hệ ngoại giao với những quốc gia, phiên bang ngày nay thuộc Indonesia mà sử sách hay gọi là Chà Và, Tam Phật Tề. Thời nhà Trần còn ghi lại việc sứ giả Trả Oa tới diện kiến và cống nạp, ngoài ra quốc gia Champa (ngày nay là một phần của lãnh thổ Viet Nam) cũng đã có mối quan hệ bang giao thân thiết với các tiểu quốc ở Indonesia do cùng ảnh hưởng của văn minh Phật giáo tại thời điểm đó. Thời kỳ Phong kiến đã có nhiều dấu hiệu hai nước này có quan hệ với nhau từ cấp nhà nước (đi sứ), buôn bán, thậm chí là cướp bóc. Cao Bá Quát từng được triều đình Nhà Nguyễn cử sang công sứ tại Indonesia và có làm một bài thơ về người phụ nữ Tây Dương ở Indonesia. Trong thời kỳ chiến tranh Việt Nam giai đoạn 1947-1954, cả hai miền Việt Nam đã thực hiện ngoại giao để đấu tranh chính trị và đã cố gắng xây dựng quan hệ với Indonesia cũng là một nước trong khu vực.
Hai bên bắt đầu quan hệ chính thức vào ngày 30 tháng 12 năm 1955. Vào tháng 9 năm 2011, hai nước đã ký Chương trình hành động giai đoạn 2012-2015. Ngày 27 và 28 tháng 6 năm 2013, nhận lời mời của Tổng thống Susilo Bambang Yudhoyono, Chủ tịch nước Trương Tấn Sang cùng phu nhân qua thăm Indonesia nhằm khẳng định chính sách nhất quán của Việt Nam coi trọng tăng cường quan hệ hữu nghị và hợp tác với Indonesia một đối tác truyền thống và quan trọng của Việt Nam. Quan hệ Đối tác Chiến lược Việt Nam – Indonesia được ký kết.

## Hợp tác kinh tế
Việt Nam và Indonesia đã ký trên 30 Hiệp định và thỏa thuận. Tổ chức nhiều chuyến thăm lẫn nhau giữa các Đoàn đại biểu cấp cao Nhà nước, Chính phủ, Quốc hội. Trao đổi các đoàn cấp Bộ, ngành, doanh nghiệp, đoàn thể quần chúng. Hoạt động giao lưu văn hóa. Indonesia cấp học bổng cho Việt Nam trong các lĩnh vực ngôn ngữ, nghệ thuật, công nghệ thông tin.
Một số địa phương hai nước chủ có lập quan hệ hợp như giữa tỉnh Kiên Giang (Việt Nam) và tỉnh Tây Kalimantan (Indonesia), tỉnh Bà Rịa – Vũng Tàu-thành phố Padang; thành phố Đà Nẵng và thành phố Somarang.
Hợp tác kinh tế-thương mại-đầu tư giữa Việt Nam và Indonesia ổn định. Kim ngạch thương mại hai chiều tăng trưởng tốt, đạt hơn 4,6 tỷ USD năm 2012, hướng tới mục tiêu 5 tỷ USD hoặc cao hơn trước năm 2015. Indonesia có 35 dự án đầu tư tại Việt Nam với số vốn trên 282 triệu USD, đứng thứ 27 trong số 101 quốc gia và vùng lãnh thổ đầu tư vào Việt Nam. Việt Nam cũng có 7 dự án đầu tư sang Indonesia với số vốn 107 triệu USD.

## Chuyến thăm ngoại giao

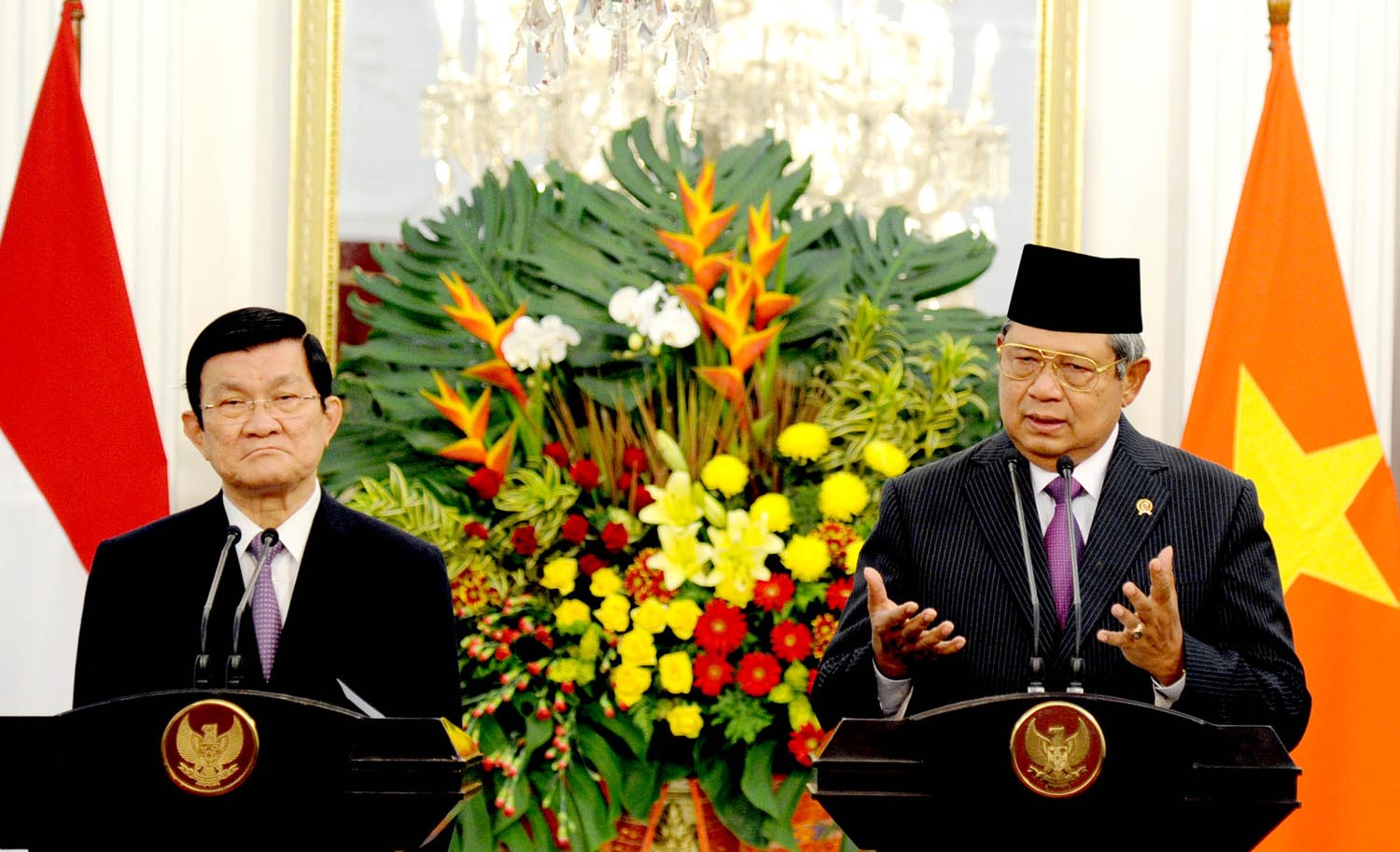
Tổng thống Yudhoyono và Chủ tịch nước Trương Tấn Sang tại Merdeka Palace, Jakarta năm 2013

Vào tháng 2 năm 1959, Chủ tịch nước Việt Nam Dân chủ Cộng hòa Hồ Chí Minh đã đến thăm Indonesia, được đáp lại bằng chuyến thăm của Tổng thống Sukarno tới Việt Nam Dân chủ Cộng hòa vào tháng 6 cùng năm. Vào tháng 11 năm 1990, Tổng thống Suharto đã đến thăm Việt Nam. Vào tháng 4 năm 1994, Chủ tịch nước Lê Đức Anh đã đến thăm Indonesia. Tổng thống Indonesia Megawati Sukarnoputri đã đến thăm Hà Nội vào ngày 22 tháng 8 năm 2001, và cũng vào tháng 6 năm 2003, được đáp lại bởi Chủ tịch nước Trần Đức Lương thăm Jakarta vào tháng 11 năm 2001. Tổng thống Indonesia Susilo Bambang Yudhoyono đã đến thăm Hà Nội vào ngày 28 tháng 5 năm 2005. Vào ngày 27 tháng 6 năm 2013, Chủ tịch nước Việt Nam Trương Tấn Sang đã đến thăm Indonesia và có một cuộc gọi lịch sự tới người đồng cấp Indonesia, ông Susilo Bambang Yudhoyono, để tăng cường quan hệ song phương và tăng cường hợp tác trong các lĩnh vực quan trọng cũng như đồng ý thiết lập quan hệ đối tác chiến lược.
Ngày 12 tháng 12 năm 2022, Chủ tịch nước Việt Nam Nguyễn Xuân Phúc và đoàn đại biểu cấp cao Việt Nam đã đến sân bay quốc tế Soekarno-Hatta, thủ đô Jakarta, bắt đầu chuyến thăm cấp nhà nước đến Indonesia theo lời mời của Tổng thống Joko Widodo.

## Du lịch
Năm 2016, khoảng 50.000 khách du lịch Việt Nam đã đến thăm Indonesia, với 70.000 người Indonesia đến Việt Nam.

## Tranh chấp lãnh thổ trên biển
Indonesia và Việt Nam hiện không có tranh chấp lãnh thổ. Tuy nhiên, liên quan đến tranh chấp tại biển Đông, Indonesia ủng hộ và kêu gọi các quốc gia ASEAN (bao gồm cả Việt Nam và Philippines) đoàn kết và tái khẳng định Tuyên bố về Ứng xử (DOC) của các bên liên quan, cần phải xác nhận lại các hướng dẫn, Quy tắc ứng xử (COC) ở Biển Đông (Biển Đông) và sự cần thiết phải tôn trọng luật pháp quốc tế và Công ước Liên Hợp Quốc về Luật Biển (UNCLOS).
Trong những năm gần đây, các tàu cá Việt Nam bị bắt vì cáo buộc đánh bắt cá trong Vùng đặc quyền kinh tế của Indonesia đã bị đánh chìm, với 96 tàu bị chìm trong suốt năm 2016, con số lớn nhất so với các nước láng giềng khác. Tổng thống Indonesia bày tỏ mong muốn giải quyết các vấn đề EEZ cho người đồng cấp Việt Nam trong hội nghị thượng đỉnh G20 Hamburg 2017, trong đó Việt Nam là khách mời.
Nguyên thủ quốc gia của 2 nước đã tuyên bố hoàn tất đàm phán phân định EEZ vào cuối năm 2022, nhân dịp Chủ tịch nước Cộng hòa xã hội chủ nghĩa Việt Nam Nguyễn Xuân Phúc có chuyến thăm cấp nhà nước tới Indonesia.

## Sứ quán
Tại Việt Nam:
- Hà Nội (Đại sứ quán)
- Thành phố Hồ Chí Minh (Lãnh sự quán)

Tại Indonesia: 
- Jakarta (Đại sứ quán)